# 100年のライラ
『100年のライラ』（ひゃくねんのライラ）は、原作：名木田恵子、作画：美村あきのによる日本の少女漫画作品。『少女フレンド』（講談社）にて、1990年9号から20号にかけて連載された。単行本はフレンドKCより全2巻。
作者の名木田恵子が、新宿の高層ビルの窓から雨の降る街を見下ろしていた際に、霧に包まれた家並みが沙漠に見えたことから生まれた物語であるという。作画を担当した美村あきの自身は前世は男であったと言われたことがある、という。

## あらすじ
桂木小夜は昼は劇団「和泉ミュージカル学院」の研修生であり、夜は新宿のMFビルの警備員桂木慎也として働いていた。ある日、勤務先のビルの15階の空き部屋から物音がしたという知らせがあり、見回りに出向くと、沙漠の映像が一瞬流れ、すぐに消滅しまった。翌日も同じ部屋に出向くと、見知らぬ青年がそこには居り、さらに再び沙漠に飛ばされてしまう。そこで出会ったアリと名乗る青年は、小夜のことをライラと呼び、彼女を殺そうとするが、小夜たちは元の場所に戻されてしまう。
翌日、小夜の後をとけた謎の青年は、去夢と名乗り、自分は小夜を守るために謎の老人から依頼を受けたと語る。三度ビルの15Fの空き部屋に赴いた小夜はまたもや沙漠に飛ばされ、アリと再会する。ハッサン族の族長と名乗るアリは、小夜をアシャンテ族の姫と呼び、両部族の間に横たわる憎悪の念について語るが、小夜を追ってきた去夢は小夜を引き止めようとする。
アシャンテ族とハッサン族は井戸とオアシスを巡り対立しており、アシャンテ族はかつて族長をハッサン族に殺され、その息子たちも同様にして殺されたのだという。そして、そのハッサン族の族長を殺したのがライラ、すなわち前世の小夜だったというのだ。100年の間、沙漠に眠ってライラの復活を信じて待ち続けた両部族は片方はライラを守るため、もう片方はライラを殺すために暗躍する。
さらにアリは小夜を追って、現代の新宿へと乗り込んでくる。

## 登場人物
桂木小夜（かつらぎ さよ）/ライラ
主人公。高校中退後、家出同然で新宿へ紛れこみ、ミュージカル学校の生徒と、生活のために男装して「慎也」として警備員のバイトの二重生活をしている。そのきっかけは上京する前の年の冬にとある老人がアラビア風の踊りをするのに何となく魅せられてしまったから。また現在バイトするMFビルの警備員になったのは、その15階の窓から見える夜景に惹かれたためである。
上述のように前世はアシャンテ族の姫で、「銀の姫」と呼ばれていた。親兄弟を殺され、自身もハッサン族の族長暗殺後に殺され、予言によって、転生したのが今の姿である。沙漠の世界で前世のことを少しずつ思い出してゆき、アリに敵としての憎しみよりも、自分でも説明できない愛しさを感じており、彼の手にかかって殺されることを厭ってはいない。
沙漠の世界にいる小夜は実体ではないので、沙漠では殺すことができず、命を奪うのならば、現世の日本でするしかない。
アリ/砂岡有（すなおか あり）
ハッサン族の現族長。18歳の時、アシャンテ族の偵察中に14歳のライラに出会い、一目で恋におちいる。その後、部族間の抗争が起こり、父親の族長が暗殺され、その実行犯とされたライラと敵同士になってしまう。彼も100年の間、ライラを待ち続け、沙漠で再会した。さらに、砂岡有と名乗って、現代の新宿へ現れ、劇の演出兼主役として小夜の前に現れる。
小夜同様、アリの命も現世の新宿で奪うことはできない。
去夢（さりむ）/サリム
前世においてはライラの異母兄にして婚約者。現世においては函館で「去夢」という名前を記したメモつきの捨て子同然の境遇であった。あるアラビア人風の老人から「銀の姫を守れ」という使命を与えられ、彼の指さすMFビルの15階にしばらく住み着いていて、小夜に出会った。小夜同様、沙漠の世界に飛ばされてから、徐々に前世の記憶を取り戻し、現代の小夜を守ろうとするが、沙漠から後を追ってきたフェビアの妨害をたびたび受ける。
フェビア
ライラの侍女。サリムのことを愛しており、ライラが死ぬようにたびたび仕向けようとする。アリ同様、サリムを追って、現世の新宿にも現れる。
夏知（なち）
小夜の劇団仲間で、友人。小夜が「慎也」と名乗って、警備員をしていることに驚く。
ムカジ
アシャンテ族の重臣。予言者ヨカムの予言により、100年の間沙漠に部族ごと眠りにつき、ライラとサリムが戻ってくるのを待ち続けていた。

## 書誌情報
- 美村あきの 『100年のライラ』 講談社〈フレンドKC〉、全2巻
  1. 1990年9月11日発売 ISBN 4-06-176269-9
  2. 1990年12月8日発売 ISBN 4-06-176270-2